# Zak Vyner
Zachary „Zak“ George Onyego Vyner (* 14. Mai 1997 in Bath) ist ein englischer Fußballspieler, der bei Bristol City unter Vertrag steht.

## Karriere
Zak Vyner wurde in Bath, etwa 20 km von Bristol entfernt, geboren. Bis zum Jahr 2016 spielte er in den Jugendmannschaften von Bristol City. Am 20. Februar 2016 debütierte er in der ersten Mannschaft des Vereins im Zweitligaspiel gegen Milton Keynes Dons. Vyner stand beim 2:0-Auswärtssieg in der Startelf von Trainer Lee Johnson. Bis zum Ende der Saison 2015/16 kam er zu drei weiteren Einsätzen in der 2. Liga.
Von September 2016 bis Januar 2017 wurde der Defensivspieler an den englischen Viertligisten Accrington Stanley verliehen. Nach 16 Einsätzen bei den Stans kam er zurück nach Bristol. Nach weiteren Einsätzen im Trikot von Bristol wurde Vyner im Januar 2018 abermals verliehen. Für ein halbes Jahr stand er als Leihspieler beim Drittligisten Plymouth Argyle unter Vertrag. Hier konnte er am 10. Februar 2018 sein erstes Profitor in einer Partie gegen Shrewsbury Town erzielen, das zugleich den 2:1-Sieg markierte.
In der Saison 2018/19 war er an den Zweitligisten Rotherham United verliehen. Für den Liganeuling, der am Ende der Spielzeit direkt wieder abstieg, bestritt er 31 Ligaspiele.
Im August 2019 folgte eine Leihe nach Schottland zum FC Aberdeen.